# Toshiki Kawai
Toshiki Kawai ist ein japanischer Manager. Er leitet das Unternehmen Tokyo Electron.

## Leben
Im Jahr 2018 wurde Kawai vom Harvard Business Review in die Liste The Best-Performing CEOs in the World 2018 aufgenommen.